# Нижний Бургалтай
Ни́жний Бургалта́й (бур. Доодо Бургалтай) — улус в Джидинском районе Бурятии, образует сельское поселение «Нижнебургалтайское».

## География
Улус расположен на левом берегу реки Бургалтай, в 7 км от места её впадения в Джиду, по южной стороне региональной автодороги Р440, в 17 км к западу от райцентра — села Петропавловка.

## История

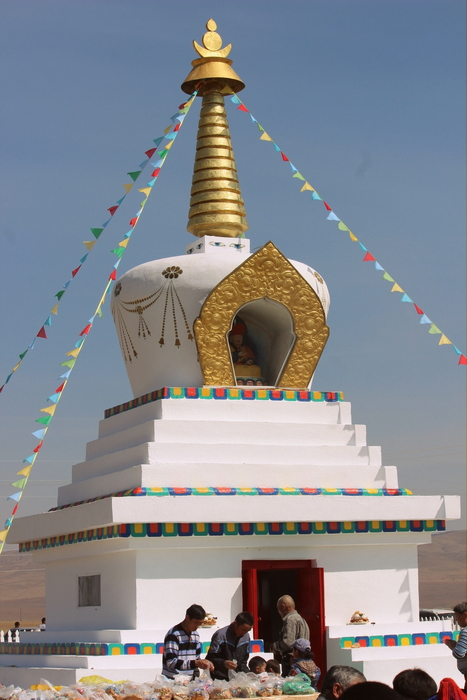
Субурган в честь основателя Иволгинского дацана Хамбо ламы Лубсан Нимы Дармаева на его малой родине — в местности Дабааны Ама

Нижний Бургалтай основан в XVIII веке казаками-бурятами из сартульского рода в качестве пограничного пункта на границе с империей Цин.
Приказом по Забайкальскому казачьему войску № 248 от 22 марта 1916 года Нижне-Бургалтайское урочище Гэгэтуйской станицы было переименовано в Нижне-Мищенковское в честь генерала Мищенко.
В годы Гражданской войны 1918—1922 годов в этой местности происходили бои между Красной Армией и белогвардейцами.

## Население
| 2002 | 2010 | 2012 | 2013 | 2014 | 2015 | 2016 |
| ---- | ---- | ---- | ---- | ---- | ---- | ---- |
| 851  | ↘826 | ↘815 | ↘805 | ↘778 | ↘741 | ↘700 |
| 2017 | 2018 | 2019 | 2020 | 2021 | 2023 | 2024 |
| ↘675 | ↘644 | ↘624 | ↘611 | ↗615 | ↘606 | ↘590 |

Национальный состав
Население полностью бурятское.

## Инфраструктура

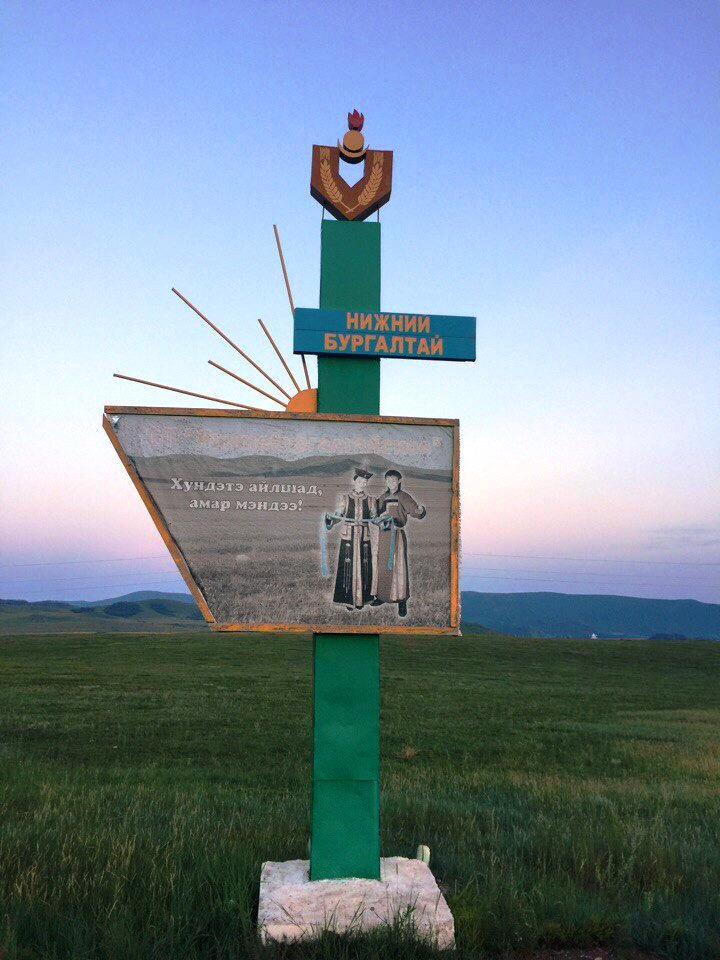
При въезде в село Нижний Бургултай

В улусе Нижний Бургалтай имеется сельская администрация, участковая больница, средняя школа, Дом культуры и библиотека. Методом народной стройки построен детский сад «Сэсэг», действует реабилитационный центр для детей и подростков «Баяр».

## Экономика
Основная часть населения занята сельским хозяйством на личных подворьях. Работает сельхозпредприятия ООО «Бургалтай».

## Известные люди
- Бадмаев, Буда Бальжиевич (род. 1961) — настоятель буддийского храма в Санкт-Петербурге.
- Дармаев, Лубсан-Нима (1890—1960) — 17-й Пандито Хамбо-лама (1946—1956), родился близ улуса Нижний Бургалтай[16].
- Сукуев, Виталий Владимирович (1979—2022) — Герой России (2022).

## Достопримечательности
- В районе улуса есть священные горы Гэдэн,Зэдын Гол, Баян Цогто, Бурхан, Хомпотон, Банзайд, где проводятся молебны.